# 卡緬卡 (切爾卡瑟區)
49°1′52″N 32°5′51″E / 49.03111°N 32.09750°E
卡缅卡（羅馬化：Kamianka，發音：[ˈkɑmjɑnkɑ] ⓘ），是烏克蘭中部切爾卡瑟州切爾卡瑟區卡姆扬卡市镇内的城市及其行政中心。位於佳斯明河畔，距離州府切爾卡瑟43公里，面積15.23平方公里，海拔高度127米，2011年人口12,956人。

## 外部連結
- 卡姆揚卡市議會官方網頁